# Јармила Бохушова
Јармила Бохушова (слч. Jarmila Bohušová; 7. август 1975. Бачки Петровац, Србија) је словачка певачица, која живи у Гложану. Пореклом је војвођанска Словакиња.

## Биографија
Рођена је 1975. у Бачком Петровцу као Јармила Шимонова. У родном месту је похађала основну школу „Јан Чајак“ и гимназију „Јан Колар“. У обе школе је наступала у школском хору. Завршила је вишу економску школу и ради као економиста. Бави се и певањем, а наступала је у Кулпину, Бачком Петровцу, Кисачу... Учествује и у програмима за децу са посебним потребама. Године 2011. објавила је други албум. Удата је за гложанског политичара Јана Бохуша са којим има ћерку.

## Албуми
Први албум:
- Хало, хало (слч. Halo, Halo)
- Само сада видим мили (слч. Len teraz vidím milý)
- Без речи (слч. Bez slov)
- Твоје очи (слч. Tvoje oči)
- Дај ми руку боже (слч. Podaj mi ruku bože)
- Били смо пар (слч. Boli sme pár)
- Само сам жена (слч. Som iba žena)
- Смеј, само се смеј (слч. Smej,len sa smej)
- Сунце кад зађе (слч. Slnko keď zájde)

Други албум, Једина
- Једина (слч. Jediná)
- Америка (слч. Amerika)
- Неоткри никад (слч. Neprezraď nikdy)
- На свитању (слч. Na svitaní)
- Повратак кући (слч. Návrat domov)
- Ја имам, ја дам (слч. Ja mám,ja dám)
- Да л те волети знам (слч. Či ťa ľúbiť viem)
- Имам ту топлу длан (слч. Mám tú teplú dlaň)
- Молитва за Тебе (слч. Motlitba pre Teba)
- Сањам (слч. Snívam)
- На мене не мислиш (слч. Na mňa nemyslíš)
- Без Тебе (слч. Bez Teba)
- Стари Циган (слч. Starý Cigán)
- Само Ти (слч. Len Ty)
- Сунце у очима (слч. Slnko v očiach)